# Doação de Constantino

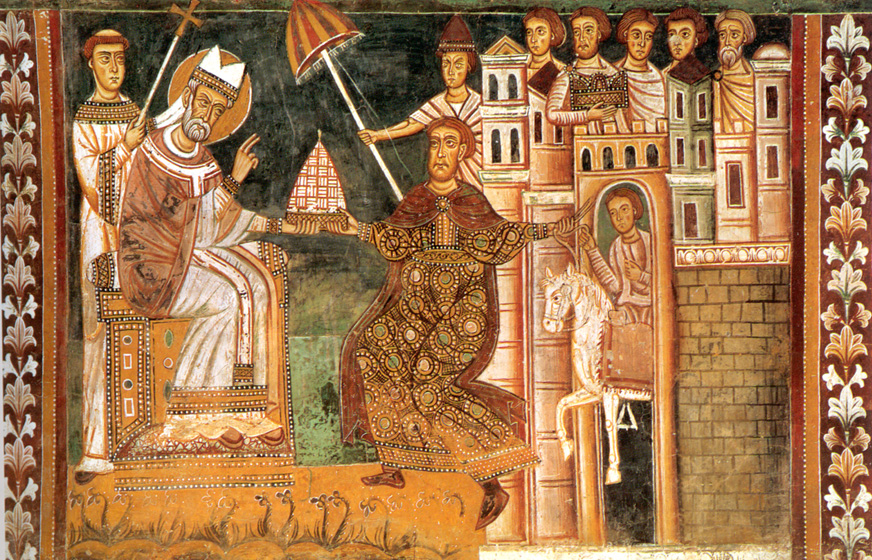
Ícone de Constantino I e Silvestre I, representando a suposta doação.

A Doação de Constantino (Constitutum Donatio Constantini ou Constitutum domini Constantini imperatoris, em latim) é um documento apócrifo conservado em cópia nos Decretais do Pseudo-Isidoro (século IX) e, por interpolação filológica, no Decretum Gratiani do jurista Graciano (século XII). 
Trata-se de um falso édito de Constantino I (306-337) que anuncia concessões favoráveis ao poder da Igreja de Roma e que foi utilizado para justificar o nascimento do poder temporal dos pontífices romanos. Segundo o documento o imperador Constantino I teria doado ao Papa Silvestre I (314-335) terras e prédios dentro e fora da Itália, durante o quarto consulado do monarca (315). No édito de doação, o imperador confessava sua fé, alegando que, antes mesmo da sua conversão, fora curado de lepra, por intercessão do papa, e que portanto outorgava ao pontífice autoridade sobre as comunidades cristãs do Oriente (Antioquia, Jerusalém, Alexandria e Constantinopla), bem como entregava as igrejas do Latrão, de São Pedro e de São Paulo — fora dos muros de Roma —, além das terras situadas em diversos pontos do Império Romano, tais como Judeia, Grécia, Trácia e Ásia Menor, outorgando ao papa a faculdade de elevar senadores do império ao nível de sacerdotes.
O filólogo italiano Lorenzo Valla, em 1440, demonstrou  de modo inequívoco, que o documento era um falso histórico, observando que o texto havia sido escrito em um latim filologicamente não conforme àquele em uso no século IV e que portanto deveria pertencer a uma época bem mais próxima àquela da sua descoberta. A crítica histórica dedicou muita atenção a esse documento. O historiador Federico Chabod, por exemplo, dedicou-lhe várias páginas do seu livro Lezioni di metodo storico.
A própria Igreja Católica considera o documento sem validade. A legitimidade do domínio da  Igreja  sobre bens citados ainda é aceita historicamente, mas por outras razões. Ao fim da Idade Média, muitos já contestavam a autenticidade do édito de doação. 
O documento era ignorado até o século IX, não sendo referido em Roma até 979 — o que é muito estranho, já que teria sido publicado em 315 d.C. e entrado em vigor imediatamente. Aí começa toda a contradição. Em 1001, o imperador Oto III rejeitou a autenticidade do édito. Nos debates medievais, a Donatio era mencionada, sendo rejeitada muitas vezes e classificada como falsa. Mas, até 1433, sob o imperador Sigismundo, o documento era constantemente citado como autêntico. No século XIX, ninguém mais o levava a sério.
Antigamente não era incomum a falsificação de documentos, com a finalidade de incutir certas ideias. Nos séculos XI e XII, por exemplo, diversos documentos falsos eram produzidos para difamar os papas, denunciando a deposição de clérigos, excomunhões e encarceramentos.

## Lorenzo Valla e o estudo do documento
Em 1440, Lorenzo Valla apresentou documentos que comprovariam a falsidade da doação. Uma vez que, na época, não havia recurso tecnológico que pudesse calcular exatamente a datação do documento, Lorenzo examinou o conteúdo do texto, observando os erros linguísticos existentes e as expressões empregadas em sua construção. Por meio de seus estudos, detectou a presença de helenismos e barbarismos que não correspondiam ao uso da língua latina na época de Constantino.
Além dessas questões formais, o estudioso percebeu que a natureza do documento, elaborado com um único testemunho, não correspondia ao hábito da época. Ao mesmo tempo, ele apontou como incongruente o uso do termo “sátrapa” (expressão de natureza oriental) para fazer referência aos membros do Senado Romano e a menção de Constantinopla como uma cidade cristã em um tempo em que ela, assim como outras regiões dadas como de dominação romana, estava longe de assumir tal posição.
O trabalho de Valla, ao longo do tempo, não significou apenas uma tentativa de se desestabilizar a autoridade do clero. Para os historiadores, sua forma de questionar o documento exigiu a reunião de informações que envolviam as transformações da língua ao longo dos tempos e a necessidade de se estabelecer uma relação de identidade entre o documento e a época em que ele teria sido produzido. Desse modo, a invalidação da Doação de Constantino serviu de grande contributo no estudo do passado.